# 名鉄ホール
名鉄ホール（めいてつホール）は愛知県名古屋市中村区の名鉄百貨店内にある劇場。

## 概要
同ホールは御園座、中日劇場と並ぶ"名古屋3大劇場"の一つであり、1957年に名鉄百貨店開設時に支援を受けた阪急との関係から、天津乙女らの宝塚歌劇団星組公演でこけら落とし。座席数は926席で、主に東宝などの長期公演、過去には映画上映が行われていた。また、名古屋鉄道（名鉄）の株主総会も同所で開催される。2007年以降は貸しホールとして運営、2008年以降は25日間上演の商業演劇など主催公演からは撤退している。
2015年1月27日、照明や音響、舞台装置などの老朽化が進んだことなどを理由に、同年3月31日をもって、株主総会や入社式など名鉄グループ企業の自社利用を除く営業を終了することが発表された。
ホールの営業はなくなっているが、名鉄百貨店本店10階友の会にあるチケットカウンターでは名古屋エリアの音楽・演劇興行などのチケットを対面・電話・オンラインで一般向けにも販売しており、「名鉄ホール」チケットセンターの名前で営業を続けている。
名鉄名古屋駅ビルの名鉄百貨店内10階にあり、名鉄グランドホテルなどに隣接しているため、買い物、宿泊などにも便利であるが、名鉄グループは、名鉄百貨店のビルの建て替えを含めた名古屋駅周辺の再開発を計画している。

## 脚註
1. 1 2 3 4 5  “老舗劇場「名鉄ホール」営業終了へ”. nikkansports.com (日刊スポーツ新聞社). (2015年1月27日) 2015年1月27日閲覧。
2. ↑  名鉄ホールチケットセンター. “チケット購入方法”.   名鉄百貨店本店. 2021年6月25日閲覧。